# ضفاف كارولينا
ضفاف كارولينا (بالإنجليزية:Outer Banks)هو مسلسل اميركي- مغامرة وغموض في سن المراهقة الدراما المسلسلات التلفزيونية التي أنشأتها جوش بيت, خوناس بيت, و شانون برك لأول عبر تدفق على نيتفليكس في 15 أبريل عام 2020. في يوليو 2020, تم تجديد المسلسل لموسم ثانٍ.

## فرضية
أوتر بانكس تتابع مجموعة من المراهقين في أوتر بانكس بولاية نورث كارولينا يُطلق عليهم اسم «بوجيز», والذين يعيشون في ذا كت, وهم مصممون على معرفة ما حدث للأب المفقود لزعيم المجموعة, جون ب. على طول الطريق يكتشفون كنزًا أسطورياً مرتبطاً بوالد جون ب.
يطاردهم القانون ومجموعة ثرية ومتفوقة تسمى "Kooks" من الشكل الثامن, تسعى Pogues للتغلب على عقبات مثل المخدرات, والحب, والقتال, والصداقة, والمال, وحرمان المراهق الأمريكي من حق التصويت.

## أصل الكلمة "Pogues"
مصطلح "Pogues مشتق من فرقة أيرلندية تدعى The Pogues, والتي كانت تسمى في الأصل" Pogues Ma Hone "، وهي المصطلح الأيرلندي / العامية لـ" Kiss my ass ". أُجبرت الفرقة على اختصار الاسم لدخول بعض الأسواق الموسيقية, وانحرف معنى "Pogues" من "Kiss" إلى "Kiss-ass" إلى "شخص في موقف ضعيف للغاية", وهي طريقة استخدامه هنا .

## الممثلين والشخصيات

### الأساسية
- تشيس ستوكس بدور جون ب, زعيم عصابة المراكب.
- مادلين كلاين في دور سارة كاميرون, ابنة وارد كاميرون واهتمام جون ب. يشار إليها من قبل الكثيرين باسم أميرة Kooks, ومع ذلك, غالبًا ما يرفض جانبها المتمرد حياة Kook ويختلط بها مع Pogues.
- ماديسون بيلي بدور Kiara "Kie", ابنة صاحب مطعم ناجح يتسكع مع Pogues. هي من الناحية الفنية Kook لأنها تأتي من عائلة ثرية وتعيش في الشكل الثامن, لكن Kooks يرفضونها باعتبارها Kook.
- جوناثان ديفيس في دور البابا, أدمغة البوج.
- رودي بانكوف مثل JJ, أفضل صديق مخلص لجون ب منذ الصف الثالث وهو راكب أمواج.
- أوستن نورث مثل توبر, صديق سارة السابق وزميله كوك الذي يحتقر Pogues.
- تشارلز إستن في دور وارد كاميرون, والد سارة, وهو صاحب عمل ثري يعيش في الجزء الأكثر ثراءً من أوتر بانكس المعروف باسم «الشكل الثامن».
- درو ستاركي بدور راف كاميرون, الأخ الأكبر لسارة.

### متكرر
- أدينا بورتر في دور الشريف بيتركين, العمدة المحلي
- كولين موس في دور نائب شوب, شرطي سطحي
- جوليا أنتونيلي في دور ويزي كاميرون وأخت سارة ورافي الصغرى
- كارولين أرابوغلو في دور روز, زوجة أبي أشقاء كاميرون وزوجة وارد
- روجر ميتشل بدور هيوارد, والد البابا
- CC Castillo بدور Lana Grubbs, أرملة رجل يدعى Scooter Grubbs الذي قُتل خلال إعصار Agatha
- شيل راموس نائبة بلامب
- بريان ستابف في دور كروز
- مارلاند بيرك بدور مايك
- Deion Smith بدور Kelce, صديق Rafe
- نيكولاس سيريلو في دور باري, تاجر مخدرات في Rafe وصاحب متجر رهن
- جاري ويكس بدور لوك, والد JJ
- إليزابيث ميتشيل في دور ليمبري (الموسم 2)[7]

## إنتاج

### تطوير
في 3 مايو 2019, أُعلن أن نتفليكس قد أعطت أمر إنتاج مسلسل لموسم أول يتكون من عشر حلقات. تم إنشاء المسلسل وإنتاجه التنفيذي بواسطة جوش بات و جوناس بات وشانون برك.  تم إصدار المسلسل في 15 أبريل 2020. في 24 يوليو 2020, جددت نتفليكس المسلسل لموسم ثانٍ.

### الصب
إلى جانب إعلان المسلسل الأولي, تم الإبلاغ عن أن تشيس ستوكس, ومادلين كلاين, وماديسون بيلي, وجوناثان ديفيس, ورودي بانكوف, وتشارلز إستن, وأوستن نورث, ودرو ستاركي كانوا يلعبون أدوار البطولة. في 2 يوليو 2019, انضمت كارولين أرابوغلو إلى فريق التمثيل في دور متكرر. في 22 أكتوبر 2020, ألقيت إليزابيث ميتشل دورًا متكرراً للموسم الثاني.

### التصوير
تصور المؤلف المشارك جوناس بات التصوير في ويلمنجتون بولاية نورث كارولينا, لكن نتفليكس اختارت عدم تصوير العرض هناك بسبب تشريع مجلس النواب في الولاية 2. بدأ التصوير الفوتوغرافي الرئيسي للموسم الأول في 1 مايو 2019 في تشارلستون, ساوث كارولينا. بدأ تصوير الموسم الثاني في 31 أغسطس 2020 ومن المقرر أن ينتهي في أواخر يناير 2021.